# バレーボールロシア男子代表
バレーボールロシア男子代表（バレーボールロシア だんしだいひょう、ロシア語: Мужская сборная России по волейболу）は、バレーボールの国際大会で編成されるロシアの男子バレーボールナショナルチーム。
本項では、1992年以前のソ連と1992年のEUN連合チームも一緒に扱う。

## 歴史
1948年にソビエト連邦として国際バレーボール連盟へ加盟。バレーボールの主要国際大会であるオリンピック、世界選手権、ワールドカップの第1回大会を全て制覇し、1960年代から1980年代にかけて男子初の欧州選手権9連覇を達成したソビエト連邦時代は、主要国際大会で合計25個の金メダル（オリンピック3、世界選手権6、ワールドカップ4、欧州選手権12）、5個の銀メダル、9個の銅メダルを獲得し、男子バレー界で圧倒的な強さを誇った。
ソビエト連邦崩壊後の1992年にロシアとして国際バレーボール連盟に加盟し、同年バルセロナオリンピックにEUN選手団の連合チームとして出場。翌年からロシアナショナルチームとして活動を開始し、1993年ワールドリーグで準優勝を飾った。
ロシアになってからは1999年ワールドカップと、2002年ワールドリーグの優勝2回に甘んじているものの、人材の宝庫である自国プロリーグのスーパーリーグから有能な選手を多数輩出し、シドニーオリンピック、アテネオリンピック、北京オリンピックで3大会連続メダルを獲得、また他の国際大会でも銀メダル、銅メダルをコンスタントに獲得して表彰台に上っており、強豪国の地位を保っている。そして2011年ワールドカップバレーボールで金メダルを獲得して、1999年ワールドカップバレーボール以来となる三大大会での金メダル獲得をした。2012年8月のオリンピックでは、ブラジルに2セットダウンから大逆転勝利をおさめ、ソ連時代の1980年以来32年ぶりとなる金メダルに輝いた。2021年に開催された東京オリンピックでは決勝でフランスにフルセットの末、惜しくも敗れ、銀メダルを獲得した。
なおウクライナ侵攻に伴い、国際バレーボール連盟は代表チーム・クラブ・審判をビーチバレー・スノーバレーボール問わず出場禁止にすることを発表。2022年の世界選手権はロシア予定であったが開催中止となり、同年以降のネーションズリーグから不出場となっている。

## 過去の成績

### オリンピックの成績
| - 1964年 - 金メダル - 1968年 - 金メダル - 1972年 - 銅メダル - 1976年 - 銀メダル - 1980年 - 金メダル - 1984年 - 不参加 | - 1988年 - 銀メダル - 1992年 - 7位 - 1996年 - 4位 - 2000年 - 銀メダル - 2004年 - 銅メダル - 2008年 - 銅メダル | - 2012年 - 金メダル - 2016年 - 4位 - 2020年 - 銀メダル |

### 世界選手権の成績
| - 1949年 - 金メダル - 1952年 - 金メダル - 1956年 - 銅メダル - 1960年 - 金メダル - 1962年 - 金メダル - 1966年 - 銅メダル - 1970年 - 6位 | - 1974年 - 銀メダル - 1978年 - 金メダル - 1982年 - 金メダル - 1986年 - 銀メダル - 1990年 - 銅メダル - 1994年 - 7位 - 1998年 - 5位 | - 2002年 - 銀メダル - 2006年 - 7位 - 2010年 - 5位 - 2014年 - 5位 - 2018年 - 6位 - 2022年 - 出場停止 |

### ワールドカップの成績
| - 1965年 - 優勝 - 1969年 - 3位 - 1977年 - 優勝 - 1981年 - 優勝 - 1985年 - 準優勝 - 1989年 - 3位 | - 1991年 - 優勝 - 1995年 - 不出場 - 1999年 - 優勝 - 2003年 - 不出場 - 2007年 - 準優勝 - 2011年 - 優勝 | - 2015年 - 4位 - 2019年 - 6位 |

### ワールドリーグの成績
| - 1990年 - 4位 - 1991年 - 3位 - 1992年 - 6位 - 1993年 - 準優勝 - 1994年 - 6位 - 1995年 - 4位 - 1996年 - 3位 - 1997年 - 3位 - 1998年 - 準優勝 - 1999年 - 4位 - 2000年 - 準優勝 - 2001年 - 3位 | - 2002年 - 優勝 - 2003年 - 7位 - 2004年 - 不出場 - 2005年 - 不出場 - 2006年 - 3位 - 2007年 - 準優勝 - 2008年 - 3位 - 2009年 - 3位 - 2010年 - 準優勝 - 2011年 - 優勝 - 2012年 - 8位 - 2013年 - 優勝 | - 2014年 - 5位 - 2015年 - 8位 - 2016年 - 7位 - 2017年 - 5位 - 2018年 - 優勝 - 2019年 - 優勝 - 2020年 - 中止 - 2021年 - 5位 - 2022年 - 出場停止 |

### 欧州選手権の成績
| - 1948年 - 不出場 - 1950年 - 優勝 - 1951年 - 優勝 - 1955年 - 4位 - 1958年 - 3位 - 1963年 - 3位 - 1967年 - 優勝 - 1971年 - 優勝 - 1975年 - 優勝 - 1977年 - 優勝 | - 1979年 - 優勝 - 1981年 - 優勝 - 1983年 - 優勝 - 1985年 - 優勝 - 1987年 - 優勝 - 1989年 - 4位 - 1991年 - 優勝 - 1993年 - 3位 - 1995年 - 5位 - 1997年 - 5位 | - 1999年 - 準優勝 - 2001年 - 3位 - 2003年 - 3位 - 2005年 - 準優勝 - 2007年 - 準優勝 - 2009年 - 4位 - 2011年 - 4位 - 2013年 - 優勝 - 2015年 - 6位 - 2017年 - 優勝 - 2019年 - 5位 - 2021年 - 7位 |

## 選手
2020年東京オリンピックのロスターをまとめる。
監督: トーマス・サムエルボ
| No. | 選手名                   | 身長 | 2020-21所属                    | ポジション | 備考       |
| --- | ------------------------ | ---- | ------------------------------ | ---------- | ---------- |
| 1   | ヤロスラフ・ポドレスニク | 205  | VCディナモ・モスクワ           | OH         |            |
| 4   | アルテム・ボルビッチ     | 212  | ゼニト・カザン                 | MB         |            |
| 7   | ドミトリー・ボルコフ     | 201  | ファケル・ノヴィ・ウレンゴイ   | OH         |            |
| 9   | イバン・ヤコブレフ       | 207  | VCゼニト・サンクトペテルブルク | MB         |            |
| 10  | デニス・ボグダン         | 200  | ファケル・ノヴィ・ウレンゴイ   | OH         |            |
| 11  | パベル・パンコフ         | 198  | VCディナモ・モスクワ           | S          |            |
| 15  | ビクター・ポリタエフ     | 197  | VCゼニト・サンクトペテルブルク | OP         |            |
| 17  | マキシム・ミハイロフ     | 202  | ゼニト・カザン                 | OP         |            |
| 18  | イゴール・クリウカ       | 209  | VCゼニト・サンクトペテルブルク | OH         |            |
| 20  | イリヤス・クルカイフ     | 208  | ロコモティフ・ノヴォシビルスク | MB         |            |
| 24  | イゴール・コブザー       | 196  | VCクズバス・ケメロボ           | S          | キャプテン |
| 27  | バレンティン・ゴルベフ   | 190  | ベロゴリエ・ベルゴロド         | L          |            |

## 歴代監督
- グレゴリー・バーランド（ロシア語版）(1949-51年)
- ユーリ・クレシェフ（英語版）(1963-69年)
- ゲンナジー・パルシン(1986-89年)
- ヴィクトル・ラージン（ロシア語版）(1992-95年)
- ビャチェスラフ・プラトーノフ（英語版）（1977-1985年、1990-1992年、1995-1997年）
- オレーク・アントロポフ（1997年）
- ゲンナジー・シプリン（1998-2004年）
- ゾラン・ガイッチ（2005-2006年）
- ウラジミール・アレクノ（2007-2008年）
- ダニエレ・バニョーリ（2009-2010年）
- ウラジミール・アレクノ（2010-2012年）
- アンドレイ・ヴォロンコフ（英語版）（2013-2015年）
- ウラジミール・アレクノ（2015-2016年)
- セルゲイ・シリャプニコフ（英語版）（2017-2019年)
- トーマス・サムエルボ（2019-2022年)
- コンスタンティン・ブライアンスキー（ロシア語版）（2022年-）

## 歴代代表選手
| - ドミトリー・フォーミン（1989-1999年） - オレーク・シャトーノフ（1989-不明） - ルスラン・オリフベル（1989-2002年） - コンスタンチン・ウシャコフ（1991-2007、2012年） - エフゲーニ・ミトコフ（1992-2003年） - イリア・サベリエフ（1993–2001年） - スタニスラフ・ディネイキン（1996-2006年） - アレクセイ・カザコフ（1996-2009年） - ワジム・ハムツキフ（1996-2008年） - セルゲイ・テチューヒン（1996-2016年） - ロマン・ヤコブレフ（1998–2011年） - アレクサンドル・コサレフ（1998-2008年） - アレクセイ・クレショフ（1999-2009年） - パーベル・アブラーモフ（2001-2008年） - タラス・フテイ（2002-2012年） - アレクサンドル・ソコロフ（2002-2018年） - セミョン・ポルタフスキー（2003-2010年） - アレクセイ・ベルボフ（2003-2018年） - アレクサンドル・コルネーエフ（2004-2008年） - ユーリー・ベレジュコ（2005-2018年） - アレクサンドル・ボルコフ（2005-2016年） - ニコライ・アパリコフ（2005-2014年） - アレクセイ・オスタペンコ（2006- ） - セルゲイ・グランキン（2006- ） - マキシム・ミハイロフ（2008- ） - ドミトリー・ムセルスキー - アレクサンドル・ブツコ - ドミトリー・イリニフ - アレクセイ・オブモチャエフ - パーベル・クルグロフ - アルチョム・ボルビッチ - イリヤ・ヴラゾフ - イリヤ・クルカエフ - ヴィクトル・ポレタエフ - イーゴリ・コブザル - エゴール・クリュカ - ドミトリー・ボルコフ - イバン・ヤコブレフ |